# Luisa Gómez Carabaño
Luisa Gómez Carabaño fue una escritora española, sobrina del abate Melón. Tradujo del italiano una obra botánica.

## Biografía
Habría nacido en la localidad guadalajareña de Pastrana en el último tercio del siglo XVIII. Era sobrina del abate Melón, que, por afrancesado y liberal, hubo de refugiarse en París en 1814. Luisa vivió allí con él. Se la menciona en varias ocasiones en las cartas dirigidas por Leandro Fernández de Moratín a Melón, en las que se referían a ella como «sierpe», «viborilla», «culebra» y «Mademoiselle Carabagneau».
Cuando la Constitución de Cádiz, derogada en 1814, se volvió a aplicar en 1820, regresó a Madrid con su tío, con el que vivía en la calle de Fuencarral. Asistía a las lecciones que impartía en el Real Jardón Botánico Antonio Sandalio de Arias, catedrático de Agricultura en el Museo de Ciencias, así como académico de la Academia Médica y de la de Ciencias y Artes de Barcelona. En 1822, de hecho, Gómez presentó a un concurso organizado por aquella institución un escrito titulado Del cultivo de las flores que provienen de cebolla, traducción de un original en italiano anónimo. Le entregó su versión —con dedicatoria a Arias— a Clara Torrijos, que, sin que ella lo supiera y con la intención de darle una sorpresa, la publicó en 1822. «En vista del acierto con que la había hecho y de las adiciones con que la completaba, el Jurado le adjudicó en premio varias obras de agricultura, y una corona de flores que le puso el Director de Instrucción pública, D. José María Vallejo», recoge Serrano y Sanz en sus Apuntes para una biblioteca de escritoras españolas desde el año 1401 al 1833.
Moratín, que hace mención a que fue «premiada en Madrid con una corona de flores por su adelantamientos en la botánica», le dedicó un soneto que decía así:

Esa guirnalda que enlazó a tu frente,
Premio de docto afán, la linda Flora,
De aplauso no mortal merecedora
Te anuncia a la futura hispana gente.

Lauros le den al adalid valiente
Que al golpe de su espada vengadora
Triunfa; y su esfuerzo y sus hazañas llora
La humanidad, si el lloro se consiente

En tanto que a merced de la fortuna,
Cercados de amenazas y temores,
Los reyes ciñen sus coronas de oro.

No la que obtienes hoy cede a ninguna;
Préciala en mucho, y tus humildes flores
De tu patria feliz serán decoro.

Se desconoce cuándo y dónde falleció Gómez Carabaño.